# Stigonema

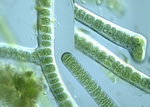
Stigonema sp.

Stigonema ist eine Gattung von Cyanobakterien (Blaualgen).

## Beschreibung
Stigonema bildet verzweigte, blaugrüne bis braune, in jüngeren Teilen einzellreihige, in älteren Teilen mehrere Zellschichten dicke Fäden mit einem Durchmesser von 7 bis 70 µm. Jüngere Zellen sind zylindrisch, ältere sind abgerundet. Sie enthalten – wie alle Bakterienzellen – weder Zellkerne noch Plastiden. Die Fäden liegen in einer dünnen Gallerte. Bei Stigonema liegen im Gegensatz zu den unecht verzweigenden Gattungen Plectonema, Scytonema und Tolypothrix, echte Verzweigungen vor. Sie entstehen, wenn Fadenzellen sich nicht senkrecht, sondern parallel zur Achse teilen. Regelmäßig finden sich in den Fäden farblose dickwandige Zellen, die sogenannten Heterozysten, die der biologischen Stickstofffixierung dienen. Das Wachstum erfolgt durch Teilung einer Scheitelzelle.

## Fortpflanzung
Die ungeschlechtliche Vermehrung erfolgt durch Hormogonien, also wenigzelligen, zur Kriechbewegung befähigten Fadenfragmenten.
Geschlechtliche Fortpflanzung fehlt bei allen Cyanobakterien.

## Arten (Auswahl)
- Stigonema aerugineum
- Stigonema informe
- Stigonema mamillosum
- Stigonema ocellatum
- Stigonema turtaccum

## Verbreitung
Stigonema lebt auf festem Substrat im Moortümpeln, auf Gestein in Bergbächen, aber auch auf feuchter Erde und an nassen Felsen.